# Takayus huanrenensis
Takayus huanrenensis là một loài nhện trong họ Theridiidae.
Loài này thuộc chi Takayus. Takayus huanrenensis được miêu tả năm 1993 bởi Zhu & Gao.